# Vía Colectora Y de San Antonio-Bahía de Caráquez
La Vía Colectora Y de San Antonio-Bahía de Caráquez (E383) es una vía secundaria de sentido oeste-este ubicada en la Provincia de Manabí.  Esta colectora se inicia en la Troncal del Pacífico (E15) en la localidad de Bahía de Caráquez (banco sur del estuario del Río Chone). A partir de Bahía de Caráquez, la colectora se extiende en sentido general oriental hasta finalizar su recorrido en la Vía Colectora Santo Domingo-Rocafuerte (E38) en el sector denominado como la Y de San Antonio en la localidad del mismo nombre.

## Localidades destacables
De oeste a este:
- Bahía de Caráquez, Manabí
- San Antonio, Manabí

- Datos: Q2244315